# キブ湖

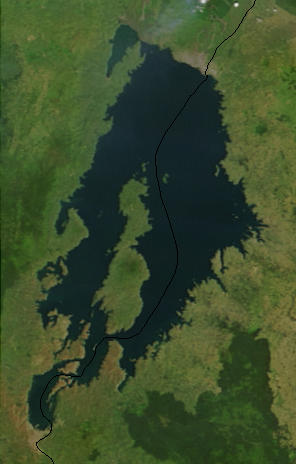
キブ湖の衛星写真

キブ湖（キブこ、スワヒリ語:Ziwa Kivu、ルワンダ語:Ikiyaga cya Kivu、英語:Lake Kivu）は、アフリカ中央部に位置する湖。コンゴ民主共和国南キヴ州とルワンダ西部州にまたがっており、湖の中ほどを国境が通る。コンゴ川水系に含まれる。

## 概要
およそ2700km²ほどの面積を有しており、その広さはアフリカ有数の規模である。海抜はおよそ1460メートル。アフリカ大地溝帯の一部であり、火山活動にともない成立した。かつては北のエドワード湖と結ばれていたと考えられている。湖からはルジジ川が流出し、南のタンガニーカ湖に注ぐ。戦争で漁獲高は減少しているがヒレナマズ、バルブス、シクリッドなどの在来種があり、漁業が盛んである。周囲を山々に囲まれた美しい景観から、将来的には観光産業の発展も期待されている。湖の中央にはイディウィ島（イジウィ島）がある。
湖周辺の都市としては、コンゴ民主共和国のゴマやブカヴ、ルワンダのチャンググやキブエなどが挙げられる。

## 歴史
19世紀末、ドイツ人探検家がこの地に到達し、西欧列強の植民地争奪に巻き込まれ始めた。第一次世界大戦を経て敗戦国ドイツが周辺地域の支配権を失い、ベルギーに利権が継承された。ベルギーのもとで、「ツチ」と「フツ」の対立が助長され、1994年にはキブ湖周辺もルワンダ内戦における虐殺の舞台となった。
2008年2月3日、キブ湖周辺を含むアフリカ大湖沼地域で、マグニチュード 5.9、15秒間の地震が発生した。震源はブカヴの東方20km地点。死亡者数 39人以上、負傷者数 349人以上と報告されている。

### 湖水爆発
湖の底では、火山活動の影響などから二酸化炭素やメタンガスなどが発生している。カメルーンのニオス湖などでは、有毒性のあるガスが発生して人命が失われたケースがあり、湖水爆発の危険性があると指摘されている。
ルワンダ政府の依頼によりスイスの研究所によるガス抽出試験が行われており、ルワンダ政府はDane Associates社とルワンダ投資グループにより計7,500万kWのメタン発電を計画している。

## ギャラリー

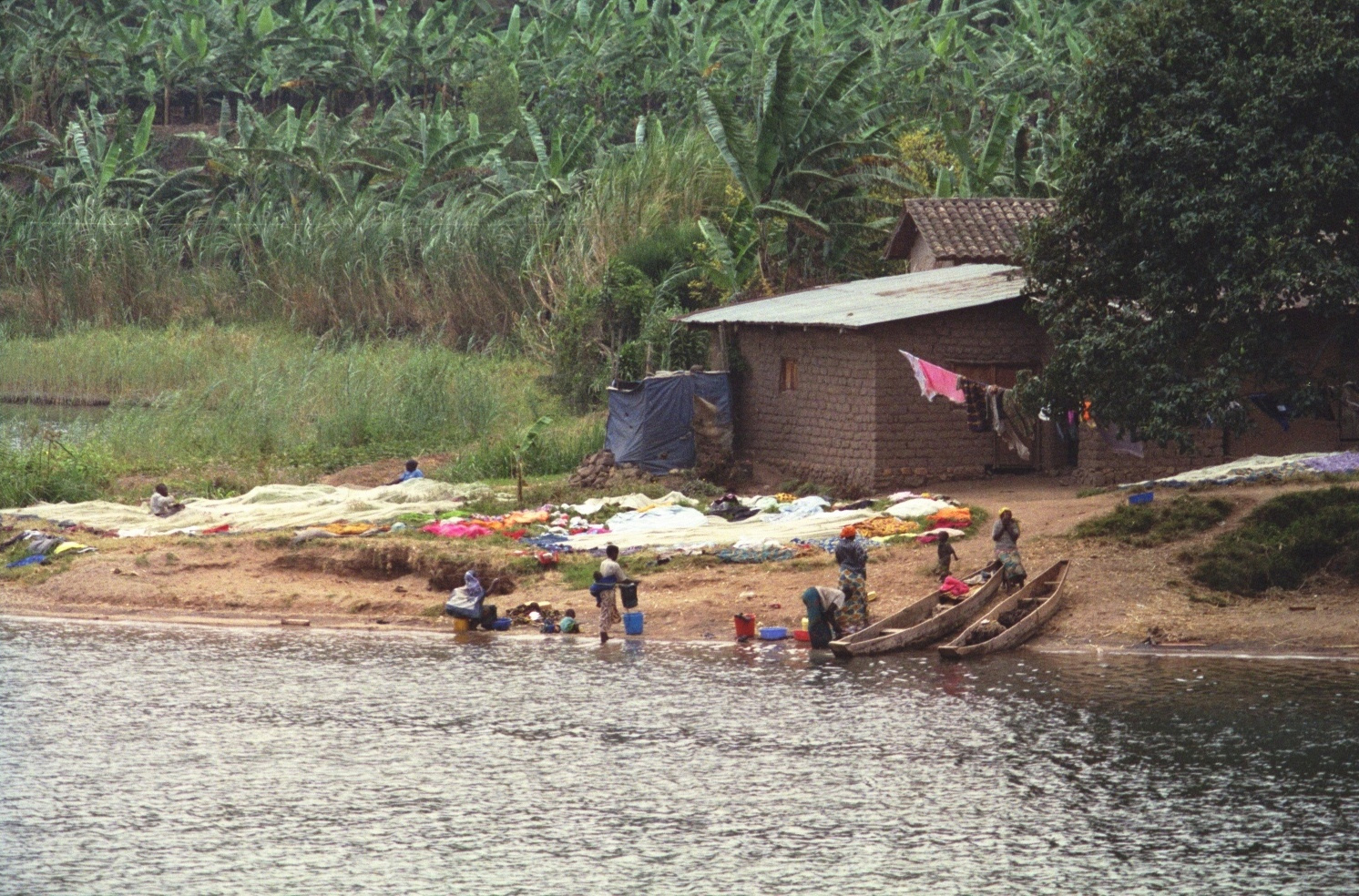
ルワンダ側の湖畔風景
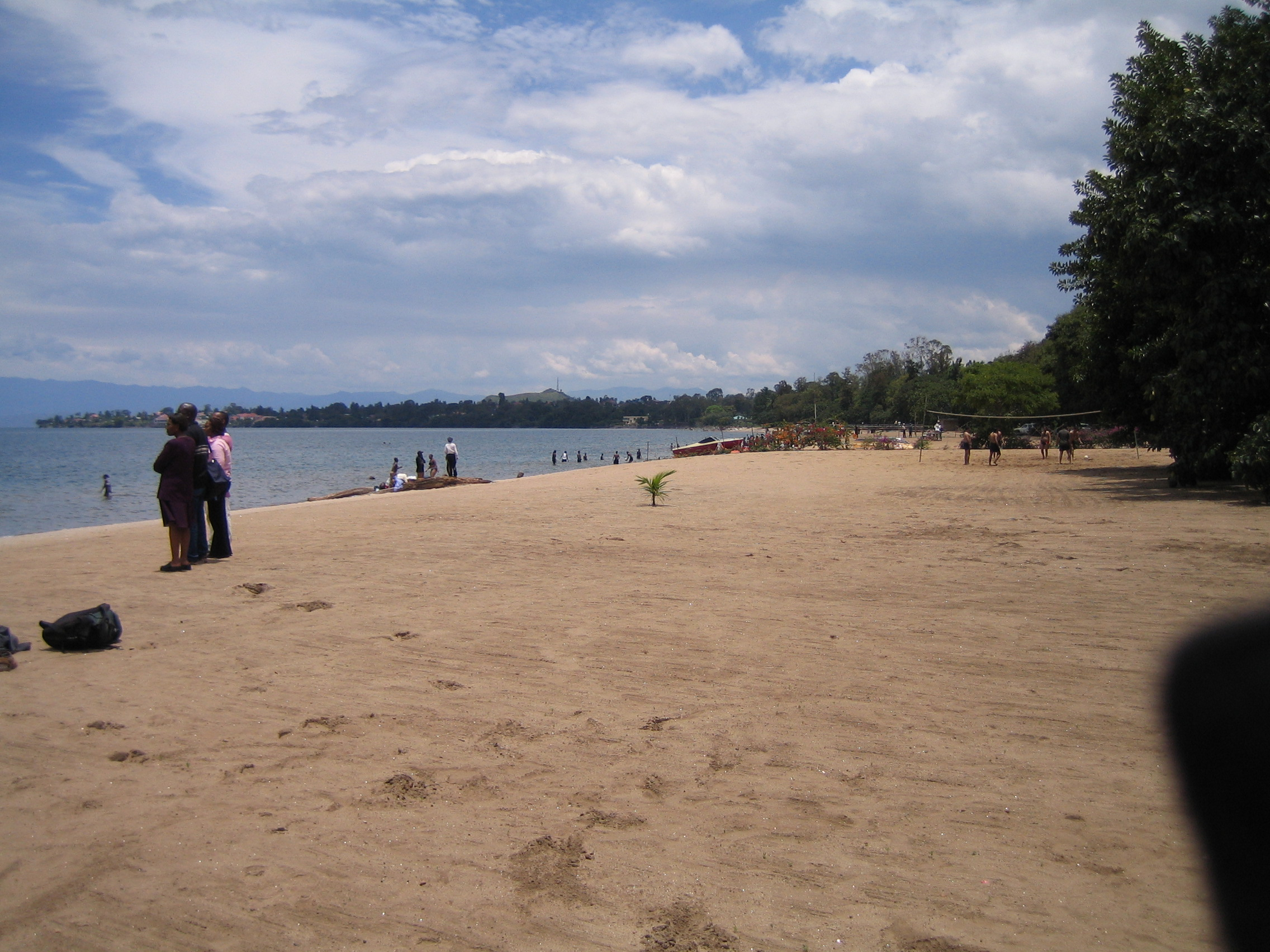
ギセニのキブ湖岸
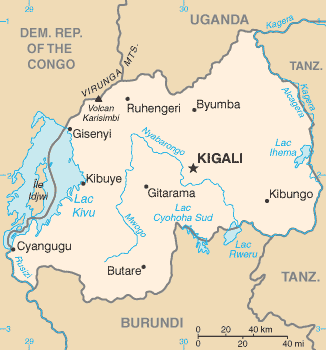
ルワンダの地図（左端の大きな湖がキブ湖）